# Zoroastre
Zoroastre   (valor desconegut, 1500 aC ↔ 550 aC - valor desconegut, 1500 aC ↔ 520 aC) o Zaratustra va ser un profeta (mantran) i poeta de l'antiga Pèrsia, fundador de la religió anomenada zoroastrisme. És considerat un personatge històric, però no es coneix amb certesa ni el lloc de naixement ni l'època en què va viure. Tot el que es coneix de Zaratustra prové dels escrits religiosos del zoroastrisme: basant-se en anàlisis lingüístiques del llibre d'himnes Gathas, part de l'Avesta, en la redacció dels quals es considera que hi va intervenir personalment, es creu que va viure al voltant de l'any 1000 aC. Respecte al lloc de naixement, podria ser el nord-est de l'Iran o Bactra, avui Balkh, a l'Afganistan.
La tradició explica que va ser fill del sacerdot Porushaspa (de la família dels Spitama), i que quan tenia vint anys va experimentar una experiència religiosa en la qual se li va aparèixer el Senyor de la saviesa i divinitat del bé Ahura Mazda (o Ormazd), que li va transmetre l'ordre de combatre el príncep del mal, Ahriman. La religió que Zaratustra va fundar ha influït en totes les religions monoteistes posteriors (judaisme, cristianisme i islam).
Des de l'època hel·lenística va circular una abundant literatura sagrada, la major part de tema màgic, atribuïda a Zaratustra. Hermip d'Esmirna, autor d'un tractat sobre els "mags" escrit cap a l'any 200 aC, diu que a la Biblioteca d'Alexandria hi havia una gran quantitat d'obres de Zaratustra que tenien un total de dos milions de línies. Pràcticament totes les obres que es referien a la màgia acostumaven a portar el nom d'aquest mag llegendari. Dió Crisòstom coneixia una obra anomenada Oracles de Zaratustra. Nicolau de Damasc també deia que havia escrit un llibre amb el títol d'Oracles. Climent d'Alexandria li atribueix un tractat De la natura en quatre llibres. Plini, un Lapidari. També se li atribuïen llibres d'astrologia, de màgia i d'alquímia.

## Nom de Zoroastre
Sobre l'etimologia del nom Zaratustra s'han proposat moltes hipòtesis, entre les quals trobem: dedicat a l'agricultura, (segons Ascoli), llavor de la deessa Ishtar (segons Henry Rawlinson), esplendor de l'or (segons Jules Oppert). Eugène Burnouf veu en aquesta paraula el compost bahuvrihi en avèstic, zaraϑ-uštra, l’uštra final designaria el camell o el dromedari però existeixen diverses hipòtesis sobre la primera part de la paraula. Podria ser l'adjectiu GROC , o l’adjectiu envelliment que donaria el que té vells camells o el que posseeix camells grocs
Però una altra hipòtesi, desglossant la paraula en Zara-Thustra, la tradueix a estrella daurada (Friedrich Heinrich Hugo Windischmann}}, Anquetil-Duperron).

## Ensenyament de Zoroastre
Zoroastre, anomenat fill d'Ormuzd, fill d'Horomasde o fill de Puruchaspa — que és una metàfora hauria començat la seva vida com a sacerdot de la religió aleshores regnant a Pèrsia, el mazdaisme, que incloïa, entre altres coses, nombrosos ritus de sacrifici, especialment d'animals. Va tenir una sèrie de visions, en les quals va veure Ahura Mazda (en persa: اهورامزدا), divinitat suprema, i després va començar un sermó, predicant:
- l'arribada del Regne de la Justícia, la cooperació en l'obra de Déu (Ahura Mazda), sota pena de càstig total;

- el déu Ahura Mazda, elevat al rang de déu suprem, relegant les altres deïtats de la religió a un rang secundari.

- una forma de monoteisme (Ahura Mazda) i dualisme alhora, dualisme còsmic (Esperit Sant/Esperit dolent) i dualisme ètic (bé/mal). Aquest tema sembra el desacord entre els estudiosos del mazdaisme: Plutarc és pro-dualisme, Martin Haug pro-monoteisme, Walter Henning pro-dualisme, Gherardo Gnolli pro-monoteisme, etc. Yasna gâthâ 30.3 i 30.4 (trad. J. Duchesne-Guillemin): «Ara, originàriament, els dos esperits que es coneixen com a bessons són, un, el millor, l'altre, malvat en pensament, paraula, acció. I entre tots dos, els intel·ligents trien bé, no els estúpids». «I quan aquests dos esperits es van trobar van establir al principi la vida i la no-vida, i que al final la pitjor existència era per als malvats, però per als justos el millor pensament». Així que dos Esperits, Angra Mainyu (l'Esperit Maligne, el Mal Pensament; Ahriman en persa mitjà) (45,2) i Spenta Mainyu (l'Esperit Sant) (44,7); Ahura Mazda és el pare de Spenta Mainyu, Asha, Vohu Manah, Armaiti. I dues opcions: Asha (Precisió) i Druj (Engany, mentides).

- crítiques a les pràctiques de la religió tradicional, en particular el culte a Mitra (Mitraisme) –que va atreure la ira dels sacerdots– perquè aquests sacrificis d'animals eren especialment cruels (per la seva convicció que ells també posseïen una ànima)[9] i que constituïa una font d'ingressos per als líders religiosos;

- la condemna del consum de begudes embriagadores - haoma (cf. soma, en sànscrit)-, que impedeix a l'home pensar amb claredat i que era actual en el mitraisme.

L'antiga religió persa principalment va tenir el suport de famílies de guerrers aristocràtics. Tanmateix, els arguments de justícia i consciència personal xocaven profundament amb els costums i mentalitats d'aquestes mateixes antigues famílies. No només les seves idees no eren populars, sinó que sobretot van posar en dubte el poder establert. Perseguit per la gent, va haver de fugir per salvar la seva vida.
Després de diversos anys d'exili durant els quals hauria mantingut converses místiques amb Ahura Mazda, va acabar trobant a Bactres un poderós protector, Vishtaspa (Histaspes en grec), fill de Xerxes I i net de Darius I, que seguirà el seu ensenyament a través d'un viatge iniciàtic.
Aquesta primera victòria de Zoroastre la portarà a altres: Histaspes obliga els seus súbdits, després els súbdits que va derrotar a la guerra, a convertir-se al zoroastrisme. La religió es va estendre, sobretot a Pèrsia i entre els parts que la van convertir en religió oficial, i la van dotar d'una autèntica institució eclesiàstica –la casta dels mobads– que tindria una gran influència tant en els afers de l'Estat com en la política.

## Dates de naixement
Una vegada més, les dates de naixement i mort de Zoroastre són dades imprecises i debatudes, que varien molt segons les fonts, En la mitologia persa, en particular el Šahnāma, però també en el que podem escoltar de la tradició oral, Zoroastre hauria viscut entre l'any -1000 i l'any -400.
- Cites llegendàries. Zoroastre va ser famós durant l'Antiguitat per haver fundat la religió dels Reis Mags. El seu nom és citat per Xanthos de Lídia, Plató, Plutarc, Plini el Vell, Diògenes Laerci. Les estimacions gregues, influïdes per la mitologia persa sobre els grans cicles de 3.000 anys, suggereixen dates molt primerenques: -6480 segons Xanthos de Lídia,[13] -6350 segons Plini el Vell,[14] -6300 segons Eudoxus, -6200 segons Hermodore, -6000 segons Plutarc.

- Datació arqueològica. L'evidència arqueològica desafia algunes teories religioses: Askarov (1984) demostra a partir d'excavacions a Uzbekistan[15] que Zoroastre hauria viscut després [segle xxi aC del -2000].

- Alta datació (Gâthâs abans del segle VI  aC)[16] Skjaervø[17] és partidari d'una datació ultra-alta, ja que situa els Gâthâs l'any 1700 aC i els textos dels Yashts l'any 900 aC. Khosro Khazai Pardis també fa servir el -1700 i esmenta l'obra de l'estudiós iranià contemporani Zabih Behrouz (2004), basada en indicacions astronòmiques, que situa precisament l'inici de l'escriptura dels Gathas el -1738.[18] L'anàlisi lingüística dels Gāthās, els únics textos directament relacionats amb Zoroastre, i la comparació amb les llengües actuals i passades de l'Iran i el sànscrit, donen una estimació global entre -1400 i -1000 (Mary Boyce, A History of Zoroastrisme, 1989). Les estimacions actuals (BC Hummel, Lommel, Geldner...)[19] situen l'època de Zoroastre al voltant del -1000. Jean Kellens va situar Zaratustra cap a l'any 1000 aC. Bartholomae suggereix que el 900 aC.[20]

- Cites entre els segles IV i VI aC. L'enfocament històric compara els costums socials descrits als Gathas amb els coneguts a través de l'estudi històric, però a causa del caràcter esotèric dels Gāthās, que es presten a la lliure interpretació, l'estimació és més difícil. Molts estudiosos assenyalen el segle VII:[21] 660 aC  segons Arthur Christensen,[22] 660-583 segons Jackson, 618-541 segons Henning, 570-550 segons Ernst Herzfeld, 589-512 segons Anquetil-Duperron[23] Walther Hinz suposa una trobada entre Zoroastre i Cir II, fundador de l’Imperi Persa aquemènida entre -550 i -530[24] Per als parsis: 660-583 aC. AD, sota els reis medis Fraortes, Ciaxares i Astiages.

- Cites amb Pahlevi. El Būndahišn (Creació), text important del zoroastrisme, indica que Zoroastre va viure 258 anys abans de la conquesta de Pèrsia per Alexandre el Gran, és a dir, el -588, sota el rei mede Cyaxares.

- Cites baixes. Alguns investigadors han postulat dates posteriors, ara discutides: l'estimació a l'any -100 (James Darmesteter)[25] ha estat rebutjada des de 1938.

## La vida de Zoroastre
El que sabem de la vida de Zoroastre prové principalment de l'Avesta, dels quals els Gathas són la part més antiga, de textos grecs, de tradició oral i d'evidències arqueològiques.
El Spena Nask, 13 secció de l'Avesta, descriu la vida de Zoroastre. Aquest capítol, transmès oralment, ja no té cap coherència. Les biografies dels set llibres del Dēnkard segle IX) i el Šahnāma (llibre dels reis, en persa شاهنامه) s'hauria demostrat que era fals.
Tanmateix, és fàcil dir que Zoroastre vivia al nord-est de l'actual Iran. Els grecs s'hi refereixen com el bactrià (un habitant de Bactriana, l'actual nord de l'Afganistan, un mede o persa de fa 5.000 anys). La seva dona es diu Hvōvi. Tenen tres filles: Freni, Friti i Pourucistā, així com tres fills: Isat Vastar, Uruvat-Nara i Hvare Ciϑra. La seva mare es deia Dughdova; el seu pare era Pourrushaspa Spitāma. El seu avi es deia Haecadaspa Spitāma.
Zoroastre hauria tingut una il·luminació sobre el déu Ahura Mazda, als 30 anys. Va crear els fonaments de la seva religió i va convertir la seva dona, els seus fills i el seu cosí Maidhyoimangha.
Els grecs han parlat molt sobre la seva vida i sobretot sobre la seva infantesa. Segons Plini, Zoroastre va riure el dia del seu naixement i va viure salvatge. Plutarc el compara amb Licurg i Numa Pompili (Numa, 4). Dió Crisòstom compara l’Ahura Mazdā de Zoroastre amb Zeus. Plutarc, inspirant-se en Teopomp, compara el zoroastrisme i la història d'Isis i Osiris.
Els Gathas són una col·lecció de profecies i advertències en forma poètica, que relaten un diàleg entre el Déu i els Aməa Spəntas Immortals (en Persa Amahraspandān). Tanmateix, aquests textos contenen al·lusions personals: la seva dificultat per transmetre la religió, els insults dels que l'envolten...
És important reconèixer dos personatges diferents, o més aviat dues visions diferents del personatge: el Zoroastre tal com es descriu a l'Avesta i el Zoroastre dels Gathas. A l'Avesta, se'l descriu lluitant amb els Daēva (dimonis immortals, en Pahlavi Dēwān), i, en l'Yasht, és temptat per Angra Mainyu (en persa اهریمن) que li demana que renunciï a la seva fe (Yasht, 17,19).
Finalment, la Vendidad relata els diàlegs entre Ahura Mazda i Zoroastre. Aquests són els últims rastres del seu discurs sobre la seva doctrina presentat a la cort del rei Vištaspa; encara que la seva autenticitat és qüestionada repetidament, fins i tot per certs especialistes en zoroastrisme, com Mary Boyce, i fins i tot per mobeds.

## Pseudo-Zoroastre
Diverses obres han estat, des de l'Antiguitat, erròniament atribuïdes a Zoroastre Entre la massa de literatura pseudo-zoroastriana produïda en el període hel·lenístic hi havia una obra, Sobre la natura, en quatre llibres, i històries que tracten sobre les propietats màgiques de les plantes i les pedres, així com descripcions de l'Hades. Una segona onada de literatura zoroastriana va sorgir durant els dos primers segles d.C., literatura composta per diferents sectes gnòstiques -en els escrits apòcrifs de Climent, els sethians i els deixebles de Pròdic:
- Zostrià, tractat gnòstic escrit en grec a finals del segle II, conservat en copte. El personatge central es diu Zostrien (Zôstrianos, en grec), se'l considera un avantpassat de Zoroastre.

- Oracles caldàics (vers el 170), atribuïts falsament a Zoroastre per Gemiste Pléthon.

pregunta Plini el Vell: «Però només hi havia un Zoroastre, no n'hi havia un altre més tard? No estem d'acord en aquest punt». Antoine Fabre d'Olivet sosté que el primer Zoroastre va establir una monarquia teocràtica mil anys abans del naixement de Pèrsia amb Ninus.

## Influència en la cultura europea
El coneixement sobre el zoroastrisme i el zoroastre va començar a desenvolupar-se a Europa a partir del Renaixement on va ser vist com un mestre oriental de la saviesa per autors com Jean Pic de la Mirandola i Marsile Ficino. Amb el naixement de l'orientalisme i els estudis orientals del segle xvii, s'estudia el personatge de Zoroastre i la seva filosofia Pierre-Daniel Huet el compara amb Moisès a la seva Demonstratio evangelica de 1679; Barthélemi d'Herbelot l'esmenta a la seva Biblioteca oriental (1697), i Thomas Hyde popularitza la seva obra a la seva Historia religionis veterum persarum (1700).
La popularització de l'obra de Hyde va portar a popularitzar el personatge Voltaire s'apodera de la seva imatge a Zadig  i a Essai sur les mœurs. Hi dedica un capítol crític sencer al seu Diccionari filosòfic.
Aquesta fascinació per aquest personatge troba la seva expressió en l'òpera francmaçó de Mozart, La flauta màgica (1791), amb la persona de Sarastro. Aquesta òpera va ser precedida de gairebé quaranta anys per una obra de Rameau i Cahusac, Zoroastre (1749). També apareix, com a mag, al pròleg de l'òpera-ballet, Les Génies (1736), de Mademoiselle Duval.
El 1883, Nietzsche va escriure Així parlà Zaratustra. En aquesta obra, Nietzsche s'apodera del personatge de Zoroastre, s'imagina el seu retorn i el fa revertir el seu missatge moralista, canviant radicalment el seu missatge.
Richard Strauss, inspirat en Nietzsche, va escriure el seu Opus 30, conegut com [Així parlà Zaratustra, la grandiosa introducció del qual es va utilitzar en moltes pel·lícules, sobretot en 2001: una odissea de l'espai de Stanley Kubrick.